# Aspila cystiphora
Aspila cystiphora là một loài bướm đêm trong họ Noctuidae.